# كاتو كوريون (لاسيثي)
كاتو خوريو (Κάτω Χωρίο) هي قرية في بلدية إيرابترا في جزيرة كريت اليونانية. وهي تشكل كومونة كاتو خوريو إلى جانب المستوطنات غير المأهولة ثريبتي وبساري، وسكانها 946 نسمة حسب تعداد عام 2011. تقع القرية في أضيق جزء من جزيرة كريت. وتتميز بموقع استراتيجي بمناخها ووفرة المياه والتربة الخصبة ما جعلها مأهولة منذ أكثر من سبعة آلاف سنة منذ العصر الحجري الحديث.
تم العثور على تماثبل طينية يقدر عمرها بين سبعة وثمانية آلاف سنة في المنطقة. يختمل أنها كانت من أغنى القرى في مقاطعة إيرابترا خلال تاريخها، وتفصلها سبعة كيلومترات عن المدينة ما يجعلها ضاحية مثالية للكثيرين.
يتميز وسط المدينة بساحة كبيرة بأشجار الأوكالبتوس والصنوبر وبعض الحانات والمقاهي.